# Rocky Knob AVA
Rocky Knob AVA ist ein 3,642 Hektar großes Weinanbaugebiet im US-Bundesstaat Virginia. Die Anerkennung als American Viticultural Area (AVA) erfolgte im Jahre 1983 und wurde 1987 erweitert. Angebaut werden unter anderen die Rebsorten Seyval Blanc, Alicante Bouschet, Cabernet Franc, Cabernet Sauvignon, Chardonnay, Malbec, Merlot, Norton, Petit Verdot, Sangiovese, Syrah und Viognier.

## Lage
Das Gebiet im Südwesten des Bundesstaates Virginia erstreckt sich östlich des Blue Ridge Parkway über die Osthänge der Blue Ridge Mountains. Das Weinanbaugebiet liegt in den Countys Floyd und Patrick. Die Höhe über dem Meeresspiegel beträgt zwischen 490 und 1089 Metern.

## Klima
Das Klima der Region ist ganzjährig feucht mit vorherrschenden Westwinden, die Winter meist sehr kalt mit gelegentlich plötzlich auftretenden Schneestürmen und Blizzards, während die Sommermonate üblicherweise warm und feucht bleiben.